# Magnesiumnitrid
Magnesiumnitrid, Mg3N2, er en uorganisk forbindelse mellem magnesium og nitrogen. Ved standard tryk og temperatur er det et grøn-gult pulver. Det reagerer med vand og danner ammoniakgas, som er en typisk reaktion for mange metalnitrider:
Mg3N2 + 6 H2O → 3 Mg(OH)2 + 2 NH3
Magnesiumnitrid kan kan dannes ved at brænde magnesium i en ren atmosfære af nitrogen:
3 Mg + N2 → Mg3N2
Når magnesium brændes i atmosfærisk luft er hovedproduktet magnesiumoxid, men der dannes også små mængder magnesiumnitrid.

## Brug
Magnesiumnitrid var den først benyttede katalysator til praktisk anvendelig syntese af borazon (kubisk bornitrid).